# Совхозный сельский округ (Московская область)
Совхозный сельский округ — упразднённая административно-территориальная единица, существовавшая на территории Серебряно-Прудского района Московской области в 1994—2006 годах.
Якимовский сельсовет был образован в первые годы советской власти. К началу 1929 года он входил в состав Михайловской волости Скопинского уезда Рязанской губернии.
В 1929 году Якимовский с/с был отнесён к Серебряно-Прудскому району Тульского округа Московской области.
26 сентября 1937 года Серебряно-Прудский район был передан в Тульскую область, но 20 декабря 1942 года возвращён в Московскую область.
9 июля 1952 года из Кораблевского с/с в Якимовский было передано селение Николаевка.
14 июня 1954 года к Якимовскому с/с были присоединены Кормовский и Мочильский с/с.
22 июня 1954 года из Подхоженского с/с в Якимовский были переданы селения Аннино и Прудские Выселки.
20 августа 1960 года из Подхоженского с/с в Якимовский было передано селение Красновские Выселки, а из Серебряно-Прудского сельсовета — селение Красново, посёлки Серебряно-Прудского спиртзавода и центральной усадьбы совхоза «Серебряно-Прудский». Одновременно из Якимовского с/с в Подхоженский были переданы селения Кормовое, Куньи Выселки и Озерки. При этом центр Якимовского с/с был перенесён в посёлок центральной усадьбы совхоза «Серебряно-Прудский», а сам сельсовет переименован в Совхозный сельсовет.
1 февраля 1963 года Серебряно-Прудский район был упразднён и Совхозный с/с вошёл в Ступинский сельский район. 11 января 1965 года Совхозный с/с был возвращён в восстановленный Серебряно-Прудский район.
23 декабря 1976 года из Совхозного с/с в восстановленный Мочильский с/с были переданы селения Аннино, Клинское, Мочилы, Николаевка, Яблонево и Якимовка.
30 мая 1978 года в Совхозном с/с было упразднено селение Красковские Выселки.
3 февраля 1994 года Совхозный с/с был преобразован в Совхозный сельский округ.
26 августа 2002 года из административного подчинения рабочего посёлка Серебряные Пруды в Совхозный с/о было передано селение Красное.
10 января 2003 года в Совхозном с/о посёлок центральной усадьбы совхоза «Серебряно-Прудский» был присоединён к посёлку Биохимзавода, который при этом стал центром сельского округа. 14 мая 2003 года посёлок Биохимзавода был переименован в посёлок Успенский.
9 июля 2004 года к Совхозному с/о был присоединён Дмитриевский сельский округ.
В ходе муниципальной реформы 2004—2005 годов Совхозный сельский округ прекратил своё существование как муниципальная единица. При этом село Красное было передано в городское поселение Серебряные Пруды, в остальные населённые пункты — в сельское поселение Успенское.
29 ноября 2006 года Совхозный сельский округ исключён из учётных данных административно-территориальных и территориальных единиц Московской области.